# Помнить (фильм, 2015)
«Помнить» (англ. Remember) — драматический триллер режиссёра Атома Эгояна по сценарию Бенжамина Огаста.

## Сюжет
В доме для престарелых в штате Нью-Йорк доживает свой век 89-летний Зев Гуттман, страдающий старческой деменцией и недавно потерявший жену Рут. В прошлом Зев потерял своих родных в Аушвице и поэтому близко общается находящимся в том же заведении его бывшим соседом по бараку Максом Розенбаумом, так как из всего барака выжили только они двое. Макс, который теперь прикован к инвалидному креслу, после войны задался целью разыскать сбежавших от возмездия, кто так или иначе были причастны к гибели их семей. Единственный, кого ему не удалось найти, это блокфюрер их барака Отто Валиш. Макс напоминает Зеву об их уговоре: Макс установил, что после войны Валиш сбежал на Запад под фальшивым именем Руди Курландера (Макс сумел установить адреса четырёх человек с таким именем, которые эмигрировали в Северную Америку в 1940-е годы) и Зев, как ещё способный двигаться, должен найти его и убить, потому что, по мнению Макса, даже если им удасться убедить власти в виновности Курландера, то, учитывая возраст всех троих, тот скорее всего скончается до того, как его экстрадируют на суд в Германию. Макс напоминает, что таково было предсмертное желание Рут, и Зев поклялся его выполнить. Снабдив Зева небольшой суммой денег и письмом с инструкциями, Макс направляет товарища в путь. Поскольку Зев страдает деменцией, то Макс даёт ему также наказ всегда читать письмо с инструкциями, чтобы быстро вспомнить цель его поездки.
Первый Руди Курландер живёт в Кливленде, приехав в который Зев покупает в оружейном магазине пистолет Glock-17 и отправляется по первому адресу. Но живущий там Курландер, ветеран Второй мировой войны, доказывает Зеву, что он никогда не был в Аушвице и служил в Северной Африке под началом генерала Эрвина Роммеля. Второго Руди Курландера Макс находит в доме для престарелых в Канаде в городе Херст, но выясняется, что тот сам был узником Освенцима, потому что он гомосексуал. Зев прибывает в дом третьего Руди Курландера, но тот умер три месяца назад. В разговоре с его сыном, Джоном, Зев выясняет, что этот Курландер был гораздо моложе Валиша. Когда Джон, который является неонацистом, видит татуировку Зева и понимает, что он еврей, он приходит в ярость и выпускает свою немецкую овчарку Еву (названную в честь Евы Браун). Зев стреляет в собаку, а затем в Джона в целях самообороны, в изнеможении падает на кровать Джона и утром уходит из дома.
Прибыв в дом четвертого Руди Курландера в Рино, штат Невада, Зев наконец по голосу узнаёт в нём блокфюрера из Аушвица. Зев угрожает застрелить внучку Курландера у него на глазах, если тот не расскажет всю правду о своём прошлом своей дочери, которая присутствует в этот момент рядом с ними. Курландер признаётся в том, что он был блокфюрером, но когда Зев требует его называть своё настоящее имя, то представляется Кунибертом Штурмом. Зев требует от него признаться, что его зовут Отто Валиш, на что Курландер отвечает, что Отто Валиш — это сам Зев. Затем он раскрывает, что во время бегства из лагеря они сами сделали друг другу татуировки со смежными номерами (у Зева — 98814, у Штурма — 98813), чтобы выдать себя за заключённых, и что Валиш предпочёл взять себе новоё имя Зев, потому что на иврите оно означает «волк». Шокированный Зев убивает Штурма, но понимает, что тот говорил правду. Со словами «Я помню» Зев здесь же совершает самоубийство, выстрелив себе в висок.
В доме для престарелых в Нью-Йорке шокированные жильцы смотрят по телевизору новостной репортаж об этом инциденте. Макс Розенбаум рассказывает всем присутствующим, что, прибыв в дом для престарелых, он сразу узнал в Зеве Гуттмане бывшего блокфюрера Отто Валиша, и что из-за них с Кунибертом Штурмом погибла вся его семья.

## В ролях
- Кристофер Пламмер — Зев Гуттман / настоящий Отто Валиш
- Мартин Ландау — Макс Розенбаум
- Бруно Ганц — Руди Курландер № 1
- Хайнц Ливен — Руди Курландер № 2
- Юрген Прохнов — Руди Курландер № 4 / Куниберт Штурм
- Дин Норрис — Джон Курландер
- Генри Черни — Чарльз Гуттман
- Лиза Балкан — Ребекка Гуттман

## Награды и номинации
| Премия                                    | Категория                                                      | Номинант                   | Результат | Прим.       |
| ----------------------------------------- | -------------------------------------------------------------- | -------------------------- | --------- | ----------- |
| Международный кинофестиваль в Калгари     | Приз зрительских симпатий                                      |                            | Победа    | [ 3 ] [ 4 ] |
| Canadian Screen Awards                    | Лучший фильм                                                   | Роберт Лантос и Эри Лантос | Номинация | [ 5 ]       |
| Canadian Screen Awards                    | Лучший оригинальный сценарий                                   | Бенжамин Огаст             | Победа    | [ 5 ]       |
| Canadian Screen Awards                    | Лучший актёр                                                   | Кристофер Пламмер          | Номинация | [ 5 ]       |
| Canadian Screen Awards                    | Лучшие визуальные эффекты                                      |                            | Номинация | [ 5 ]       |
| Премия Канадского общества кинооператоров | Лучшая работа оператора в полнометражном художественном фильме | Пол Шарошши                | Номинация | [ 6 ]       |
| Давид ди Донателло                        | Лучший фильм на иностранном языке                              |                            | Номинация | [ 7 ]       |
| Международный кинофестиваль в Ханое       | Лучший фильм                                                   | Атом Эгоян                 | Победа    | [ 8 ]       |
| Международный кинофестиваль в Ханое       | Лучший актёр                                                   | Кристофер Пламмер          | Победа    | [ 8 ]       |
| Кинофестиваль в Мар-дель-Плата            | Приз зрительских симпатий                                      | Атом Эгоян                 | Победа    | [ 9 ]       |
| Сатурн                                    | Лучший независимый фильм                                       |                            | Номинация | [ 10 ]      |
| Приз Общества кинокритиков Ванкувера      | Лучший режиссёр канадского фильма                              | Атом Эгоян                 | Номинация | [ 11 ]      |
| Приз Общества кинокритиков Ванкувера      | Лучший актёр канадского фильма                                 | Кристофер Пламмер          | Номинация | [ 11 ]      |
| Приз Общества кинокритиков Ванкувера      | Лучший сценарист канадского фильма                             | Бенжамин Огаст             | Номинация | [ 11 ]      |
| Венецианский кинофестиваль                | Премия Витторио Венето                                         | Атом Эгоян                 | Победа    | [ 12 ]      |
| Премия Женского общества кинокритиков     | Лучший актёр                                                   | Кристофер Пламмер          | Номинация | [ 13 ]      |